# Ghelari
Ghelari is een Roemeense gemeente in het district Hunedoara.
Ghelari telt 2218 inwoners.